# Magnhild Kjønsberg
Magnhild Kjønsberg (gift Schönbrot), född 15 februari 1928, är en norsk före detta handbollsspelare och friidrottare som representerade Sørskogbygda IL.
Hon vann fyra NM-guld i diskus, spjut och trekamp åren 1947 till 1950. Hon spelade handboll i Sørskogbygda IL på 1950-talet.

## Medaljer i norska mästerskap friidrott
| Medalj | Gren    | År         |
| ------ | ------- | ---------- |
| 1      | Diskus  | 1947, 1948 |
| 1      | Spjut   | 1947       |
| 1      | Trekamp | 1948       |
| 3      | Diskus  | 1950       |